# Передпіренеї

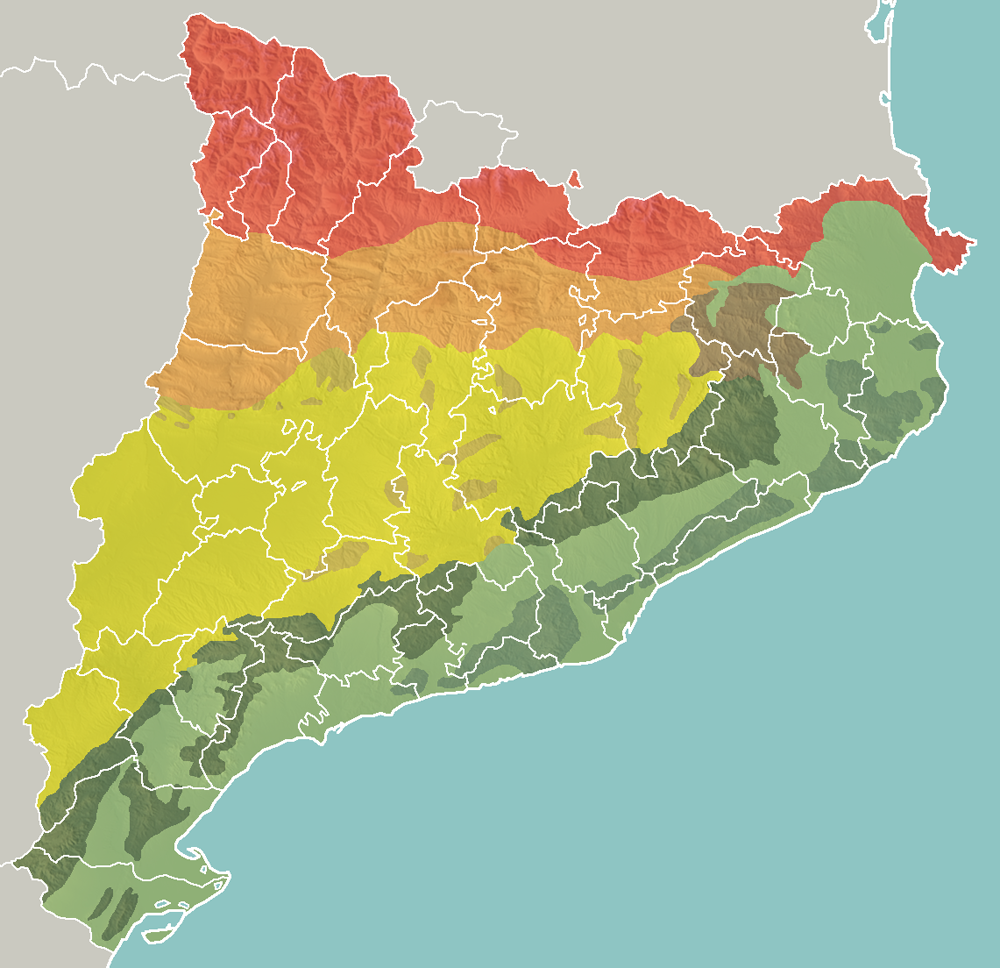
Геоморфологічна карта Каталонії:
Піренеї
Передпіренеї
Каталонська Центральна западина
Менші гірські масиви Центральної западини
Каталонський Поперечний хребет
Каталонський Прибережний хребет
Каталонський Береговий хребет
Каталонська Прибережна западина та інші прибережні рівнини

Передпіренеї — передгір'я Піренеїв.

## Опис
Як гірська система Передпіренеї є частиною Піренеїв. Вони проходять паралельно головному гірському хребту в напрямку із заходу на схід.
З французької сторони схили Піренеїв досить різко спускаються, тому на північній стороні Перед-Піренеї обмежені масивом Корб'єр, у напрямку до східного краю гірської системи. Також заслуговує на згадку гірський масив де Плантаурель, що знаходиться далі на захід, хоча він і не є передгір'ям.

## Основні хребти
Хоча найвищі вершини в Передпіренеях не такі високі, як у власне Піренеях, деякі з хребтів досить масивні, з вершинами, що досягають 2 600 м.

### Північний схил
- Масив Корб'єр
- Масив де Плантаурель

### Південний схил
Основні хребти:
- Сьєрра-д'Аубенс
- Сьєрра-дель-Бастетс
- Сьєрра де-Бельмунт
- Сінглес де-Беві
- Сьєрра де-Бумор
- Сьєрра-де-Буса
- Сьєрра-дель-Каді
  - Монсек де-Тост
- Сьєрра де-Бумор
- Сьєрра де-Кампоран
- Сьєрра де-ле-Каналс
- Сьєрра де-Капсакоста
  - Сьєрра де-Малфорат
    - Сьєрра де-ла-Кау
- Сьєрра де-Карре
- Катлара
- Сьєрра де-Коміольс
- Сьєрра-дель-Порт-дель-Конте
  - Серра-де-Кероль
  - Серра-дель-Верд
- Сьєрра де-Конівелла
- Сьєрра де-ла Креуета
- Сьєрра де-Енсія
- Фаїда де-Мальпас
- Сьєрра де-Фальгарс
- Сьєрра-де-ла-Гесса
- Сьєрра-де-Сант-Мамет
- Сьєрра-де-Мойсеро
- Сьєрра-де-Мілані
- Богоматір на Горі
- Сьєрра де Монебуї
- Сьєрра-де-Монклюс
- Хребет Монсек.
  - Монсек де Рубієс, східний масив, розділений річкою Сегре на сході та Ногера Пальяреса посередині.
    - Сьєрра-дель-Кукук

  - Монсек д'Арес, центральний масив.
    - Монтребаї

  - Монсек де-Естал, в Арагоні, розташований на заході, відділений Noguera Ribagorçana від центрального масиву.
- Сьєрра де-Монгроні
- Сьєрра де-Прада
- Сьєрра де-Пікамілл
- Сьєрра де-Пікансель
- Сьєрра-де-Керальт
- Сьєрра-де-Сант-Жервас
  - Сьєрра-де-Сеткомельєс
- Сьєрра-де-Сан-Хоан
- Сьєрра-де-Сан-Марк
- Сьєрра де-Собремунт
- Сьєрра дель-Вольтерол
- Сьєрра-дель-Тоссалс
- Сьєрра де-Турп
- Расос де-Пегера
  - Серрат-де-ла-Фігерасса

В Арагоні
- Сьєрра Кабальєра
- Сьєрра-дель-Кастільо-де-Льягуаррес
- Сьєрра-де-ла-Карроділья
- Котіелла
- Сьєрра-де-Есдоломада[2]
- Сьєрра-Феррера
- Сьєрра-де-Гіро
- Серра-дель-Жордаль
- Сьєрра-де-лас-Арес
- Сьєрра-де-Гуара
- Турбон
- Сьєрра-де-Сіс
- Сьєрра-де-Санто-Домінго
- Сьєрра-де-Лоарре
- Сьєрра-де-Хав'єрр
- Сьєрра Кабальєра

У Наваррі
- Сьєрра-де-Лейра

## Галерея
|                            |
| Вид на Ель-Турбон в Арагон |

|                                                          |
| Серра-дель-Кукук та Монсек-де-Рубіес в Ґабет-да-ла-Конка |

|                                                                                |
| Вершини масива Корб’єр, єдиного передгір’я Піренеїв на їхній північній стороні |

|                        |
| Вид на Серра-дель-Каді |

|                      |
| Вид на Серра-Феррера |

|                 |
| Вид на гори Сіс |

|          |
| Котіелла |

|                           |
| Вид на Серра-дель-Жордаль |